# Ole Vig Jensen
Ole Vig Jensen (ur. 17 maja 1936 we Frederikssundzie, zm. 22 marca 2016 w Holbæk) – duński polityk, nauczyciel i samorządowiec, parlamentarzysta, minister w rządach Poula Schlütera i Poula Nyrupa Rasmussena.

## Życiorys
W latach 1958–1962 kształcił się w szkole nauczycielskiej. Pracował jako nauczyciel, pełnił funkcję wicedyrektora szkoły podstawowej. Był działaczem socjalliberalnej partii Det Radikale Venstre, kierował jej strukturami w Zelandii Zachodniej. Od 1968 do 1980 zasiadał w radzie gminy Tølløse. W latach 1971–1973 i 1978–1998 sprawował mandat posła do Folketingetu.
Od czerwca 1988 do grudnia 1990 sprawował urząd ministra kultury w rządzie Poula Schlütera. Od stycznia 1993 do marca 1998 był ministrem edukacji w trzech pierwszych gabinetach Poula Nyrupa Rasmussena. W ostatnim z nich od grudnia 1996 odpowiadał dodatkowo za sprawy kościelne. W latach 1998–2007 kierował Dansk Oplysnings Forbund, stowarzyszeniem skupiającym szkoły wieczorowe. Od 1999 do 2007 przewodniczył radzie państwowej szkoły Statens Pædagogiske Forsøgscenter.